# Pierre Arditi
Pierre Marie Denis Arditi (Parigi, 1º dicembre 1944) è un attore francese.

## Biografia
Pierre Arditi nasce a Parigi il 1º dicembre del 1944, figlio di Georges Arditi, un pittore e scenografo teatrale francese, nato a Marsiglia da una famiglia ebraica di remote origini italiane, e di Yvonne Leblicq, una casalinga belga originaria di Bruxelles. Iniziò a manifestare interesse per la carriera di attore solo dopo che la sorella minore Catherine lo iscrisse a un corso di recitazione.
È attivo sui diversi fronti di teatro, cinema e televisione. Sul palcoscenico è stato spesso diretto da Marcel Maréchal, mentre la sua carriera cinematografica ha raggiunto il suo apice grazie alle collaborazioni con il regista Alain Resnais. 
Ha vinto il premio César per il migliore attore non protagonista per il film Mélo (1986), e il premio César per il migliore attore nel 1994 per il film Smoking/No Smoking. Nel 2002 ha ricevuto la nomina a cavaliere della Legion d'onore.
È anche doppiatore: sua la voce di Christopher Reeve nei primi tre film della serie cinematografica di Superman, di Terence Hill nei film di Trinità e, più recentemente, di Shifu nella serie animata Kung Fu Panda.
All'impegno artistico si accompagna l'impegno politico: Arditi è infatti un membro attivo della sinistra francese ed ha registrato degli spot elettorali per il Partito Socialista francese.
Il 31 maggio 2010 ha sposato l'attrice Evelyne Bouix. Dal precedente legame con l'attrice Florence Giorgietti ha avuto un figlio, Frédéric, divenuto pittore come il nonno.

## Filmografia

### Cinema
- Alyse et Chloé, regia di René Gainville (1970)
- Indagine su un parà accusato di omicidio (Le Dernier saut), regia di Édouard Luntz (1970)
- Le funambule, regia di Serge Poljinsky (1974)
- L'amour violé, regia di Yannick Bellon (1978)
- Mon oncle d'Amérique, regia di Louis Malle (1980)
- Sorvegliate il vedovo (Pile ou face), regia di Robert Enrico (1980)
- Légitime défense, regia di Claude Grinberg (1980)
- Le rat noir d'amérique, regia di Jérôme Enrico (1981)
- Nestor Burma, détective de choc, regia di Jean-Luc Miesch (1982)
- La vita è un romanzo (La Vie est un roman), regia di Alain Resnais (1983)
- Les enfants, regia di Marguerite Duras (1984)
- Donne di nessuno (Femmes de personne), regia di Cristopher Frank (1984)
- L'amour à mort, regia di Alain Resnais (1984)
- Jusqu'à la nuit, regia di Didier Martini (1985)
- Suivez mon regard, regia di Jean Courtelin (1986)
- Mélo, regia di Alain Resnais (1986)
- Triple sec, regia di Yves Thomas (1986)
- La petite allumeuse, regia di Danièle Dubroux (1987)
- Agent trouble - L'ultima corsa (Agent trouble), regia di Jean-Pierre Mocky (1987)
- Flag, regia di Jacques Santi (1987)
- De guerre lasse, regia di Robert Enrico (1987)
- Poker, regia di Catherine Corsini (1988)
- La passerelle, regia di Jean-Claude Sussfeld (1988)
- Radio Corbeau, regia di Yves Boisset (1989)
- Natalia, regia di Bernard Cohn (1989)
- Vanille fraise, regia di Gérard Oury (1989)
- Les clés du paradis, regia di Philippe de Broca (1991)
- L'ombre, regia di Claude Goretta (1992)
- La piccola apocalisse (La Petite Apocalypse), regia di Costa Gavras (1993)
- Smoking/No Smoking, regia di Alain Resnais (1993)
- L'ussaro sul tetto (Le Hussard sur le toit), regia di Jean-Paul Rappeneau (1995)
- Profumo d'Africa (Les Caprices d'un fleuve), regia di Bernard Giraudeau (1996)
- Uomini e donne, istruzioni per l'uso (Hommes, femmes, mode d'emploi), regia di Claude Lelouch (1996)
- Messieurs les enfants, regia di Pierre Boutron (1997)
- Parole, parole, parole... (On connait la chanson), regia di Alain Resnais (1997)
- Per caso o per azzardo (Hasards ou coïncidences), regia di Claude Lelouch (1998)
- Actors (Les Acteurs), regia di Bertrand Blier (2000)
- Le dernier plan, regia di Benoît Peeters (2000)
- Mai sulla bocca (Pas sur la bouche), regia di Alain Resnais (2003)
- Il mistero della camera gialla (Le mystère de la chambre jaune), regia di Bruno Podalydès (2003)
- Le Courage d'aimer, regia di Claude Lelouch (2005)
- Le parfum de la dame en noir, regia di Bruno Podalydès (2006)
- Cuori (Coeurs), regia di Alain Resnais (2006)
- Il grande appartamento (Le Grand Appartement), regia di Pascal Thomas (2006)
- Alibi e sospetti (Le Grand Alibi), regia di Pascal Bonitzer (2008)
- Musée haut, musée bas, regia di Jean-Michel Ribes (2008)
- Le code a changé, regia di Danièle Thompson (2009)
- Je vais te manquer, regia di Amanda Sthers (2009)
- Bancs publics, regia di Bruno Podalydès (2009)
- Bambou, regia di Didier Bourdon (2009)
- Coup du cœur, regia di Dominique Ladoge (2015)
- Comme un avion, regia di Bruno Podalydés (2015)
- I villeggianti (Les Estivants), regia di Valeria Bruni Tedeschi (2018)
- La belle époque, regia di Nicolas Bedos (2019)
- L'accusa (Les Choses humaines), regia di Yvan Attal (2021)

### Televisione
- Judith, regia di Robert Maurice – film TV (1969)
- Les aventures de Zadig, regia di Claude-Jean Bonnardot – film TV (1970)
- Le bouton de rose, regia di François Gir – film TV (1971)
- Blaise Pascal, regia di Roberto Rossellini – miniserie TV, 2 puntate (1972)
- Il conte di Montecristo (Le Comte de Monte Cristo), regia di Josée Dayan – miniserie TV, 4 puntate (1998)
- Benjamin Lebel - Delitti D.O.C. (Le Sang de la vigne) – serie TV, 22 episodi (2011-2017)
- Alphonse – serie TV, 6 episodi (2023)

## Riconoscimenti
- Premio César
  - 1987 – Migliore attore non protagonista per Mélo
  - 1994 – Migliore attore protagonista per Smoking/No Smoking

## Doppiatori italiani
Nelle versioni in italiano delle opere in cui ha recitato, Pierre Arditi è stato doppiato da:
- Massimo Dapporto in Mélo, La piccola apocalisse, Smoking/No Smoking
- Franco Zucca in Benjamin Lebel - Delitti D.O.C., I villeggianti
- Gino La Monica in Il conte di Montecristo, La bella époque
- Paolo Marchese in Cuori
- Rodolfo Bianchi in L'accusa
- Michele Gammino in Alphonse